# Thymus aznavourii
Thymus aznavourii ist eine Pflanzenart aus der Gattung der Thymiane (Thymus) in der Familie der Lippenblütler.

## Beschreibung
Thymus aznavourii ist ein kleiner Strauch, dessen blütentragende Stängel 3 bis 5 (selten bis 10) cm lang werden. Die Laubblätter sind 9 bis 10 mm lang und 1,7 bis 2,0 mm breit. Sie sind lederig, mehr oder weniger sitzend, verkehrt-lanzettlich, stumpf, ganzrandig und unbehaart. Die Basis ist bewimpert, an der Spitze sind sie spärlich drüsig punktiert. Die Mittelrippe ist deutlich erkennbar, die Seitenadern sind eher unauffällig.
Die inneren Tragblätter sind etwa 5 bis 7 mm lang und 2 bis 2,5 mm breit und sind eiförmig. Der Kelch ist 4 bis 4,5 mm lang und spärlich gelblich drüsig punktiert. Die oberen Zähne sind nicht länger als 0,5 cm lang und nicht bewimpert.

## Vorkommen
Thymus aznavourii kommt nur im europäischen Teil der Türkei in Safraköy, nahe Istanbul vor.

## Systematik
Innerhalb der Gattung der Thymiane (Thymus) wird die Art in die Subsektion Serpyllastrum der Sektion Hyphodromi eingeordnet.